# Autour du désir
Pour les articles homonymes, voir Le Traître.
Pour plus de détails, voir Fiche technique et Distribution.
Autour du désir (La condanna) est un film italien de 1991 réalisé par Marco Bellocchio. Présenté à la Berlinale 1991, il y remporte l'Ours d'argent.

## Synopsis
Lors d'une visite au musée de la villa Farnèse à Caprarola, une étudiante, Sandra (Claire Nebout) se perd et reste enfermée à l'intérieur.

## Distribution
- Vittorio Mezzogiorno  Lorenzo Colajanni
- Andrzej Seweryn  Giovanni
- Claire Nebout  Sandra Celestini
- Grażyna Szapołowska  Monica
- Paolo Graziosi
- Maria Schneider  La contadina
- Claudio Emeri
- Antonio Marziantonio
- Giorgio Panzera
- Fiorella Potenza
- Giovanni Vaccaro
- Tatiana Winteler

## Sources
- (en) Cet article est partiellement ou en totalité issu de l’article de Wikipédia en anglais intitulé « The Conviction » (voir la liste des auteurs).